# Anonima sequestri
 (décembre 2007).
Si vous disposez d'ouvrages ou d'articles de référence ou si vous connaissez des sites web de qualité traitant du thème abordé ici, merci de compléter l'article en donnant les références utiles à sa vérifiabilité et en les liant à la section « Notes et références ».
Anonima Sequestri ou Anonima Sarda est le nom donné en Sardaigne à toute organisation criminelle dont les membres ne sont pas connus (ils sont, donc, anonymes) et dont l'activité de l'organisation consiste en l'enlèvement de personnes (en italien "sequestro") contre rançon. 
En général, il ne s'agit pas d'organisations de type mafieux, mais ses membres respectent le code de la Barbagia. Active depuis des temps immémoriaux, elles le furent particulièrement des années 1960 jusqu'en dans les années 1990.

## Description
Ces types d'organisations ont été particulièrement actives en Sardaigne dans les années 1970. Elles étaient surnommées "Anonima Sarda". 
Ces organisations étaient expertes dans tout ce qui touche aux enlèvements de personnes, séquestration et demande de rançons. Orgosolo est le lieu d'origine, en Sardaigne, de la plupart des membres de ces organisations. Cette petite ville, implantée sur le haut d'une colline, est connue pour ses façades de bâtiments peintes de Murales représentant des visages, des paysages, caractérisant l'histoire de l'île.  

## Lutte
En 1991 une loi permettant le gel des avoirs bancaires des familles de disparus rend les enlèvements contre rançon de facto inefficaces. La conséquence est une chute rapide du nombre d'enlèvements dans les années 1990, devenus depuis quasi inexistants,.